# Wilson-fülemülerigó
A Wilson-fülemülerigó (Catharus fuscater) a madarak osztályának verébalakúak (Passeriformes) rendjébe és a rigófélék (Turdidae) családjába tartozó faj.

## Rendszerezése
A fajt Frédéric de Lafresnaye francia ornitológus írta le 1845-ben, a Myioturdus nembe Myioturdus fuscater néven.

## Alfajai
- Catharus fuscater caniceps Chapman, 1924
- Catharus fuscater fuscater (Lafresnaye, 1845)
- Catharus fuscater hellmayri Berlepsch, 1902
- Catharus fuscater mentalis P. L. Sclater & Salvin, 1876
- Catharus fuscater mirabilis Nelson, 1912
- Catharus fuscater opertaneus Wetmore, 1955
- Catharus fuscater sanctaemartae Ridgway, 1904[2]

## Előfordulása
Costa Rica, Panama, Bolívia, Ecuador, Kolumbia, Peru és Venezuela területén honos. A természetes élőhelye szubtrópusi és trópusi síkvidéki és hegyi esőerdők. Nem vonuló faj.

## Megjelenése
Átlagos testhossza 19 centiméter, testtömege 35-38 gramm.

## Életmódja
Rovarokkal, szúnyogokkal, pókokkal, földigilisztákkal és bogyókkal táplálkozik.